# Pseudoamerioppia barrancensis
Pseudoamerioppia barrancensis är en kvalsterart som först beskrevs av Hammer 1961.  Pseudoamerioppia barrancensis ingår i släktet Pseudoamerioppia och familjen Oppiidae. Inga underarter finns listade i Catalogue of Life.